# 唐纳德·特朗普和高尔夫球

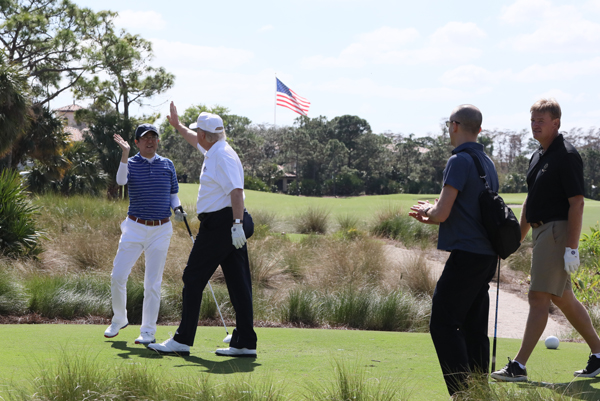
唐纳德·特朗普和日本首相安倍晋三在打高尔夫球（2017年2月11日）

第45及47任美国总统唐纳德·特朗普很喜欢打高尔夫球，也和这项运动关系密切。作为一名房地产开发商，特朗普在1999年开始收购和建设高尔夫球场。到2016年当选为美国总统时，他的控股公司特朗普集团已经在全球范围内拥有17个高尔夫球场。这些球场被指定举办PGA錦標賽和LPGA錦標賽等赛事。
在当选总统后，特朗普打破先例，并未放弃自己包括高尔夫球场在内的商业资产。虽然这并不违法，但招致了道德律师和记者对潜在利益冲突的批评。至少有三起诉讼声称，外国人在特朗普高尔夫球场和酒店的付款违反了美国宪法的薪酬条款。特朗普作为总统，占据大量时间打高尔夫球的行为也引发了争议。

## 背景与历史
杰克·尼克劳斯曾说，特朗普“比起钱更爱高尔夫球”。据《高尔夫大师》报道，他的差点只有2.8，球技了得。特朗普在賓州大學華頓商學院讀書的时候，就開始打高爾夫球了。在2005年出版的《我收到的最好的高尔夫建议》（The Best Golf Advice I Ever Received）一书的序言中，特朗普写道：“对我和全世界数以百万计的男女老少来说，高尔夫不仅仅是一项运动。这是一种激情。”
1999年，特朗普开设了他的第一个高尔夫球场，即佛罗里达州的西棕榈滩特朗普国际高尔夫俱乐部。这个价值4500万美元的球场的土地，是通过一起对佛罗里达州棕榈滩县的诉讼获得的。到2007年，特朗普在全美拥有4个球场。在2007年–2008年環球金融危機之后，特朗普开始购买现有的高尔夫球场，并重新设计它们。
特朗普拥有的高尔夫球场在2001年至2008年期间举办了LPGA巡回赛决赛，并举办了2009年美国青少年业余锦标赛和美国青少年女子锦标赛。2014年，美国职业高尔夫球员协会（PGA）宣布与特朗普组织建立了多年合作伙伴关系。PGA选择特朗普高尔夫球场举办2017年常青PGA锦标赛和2022年PGA锦标赛。

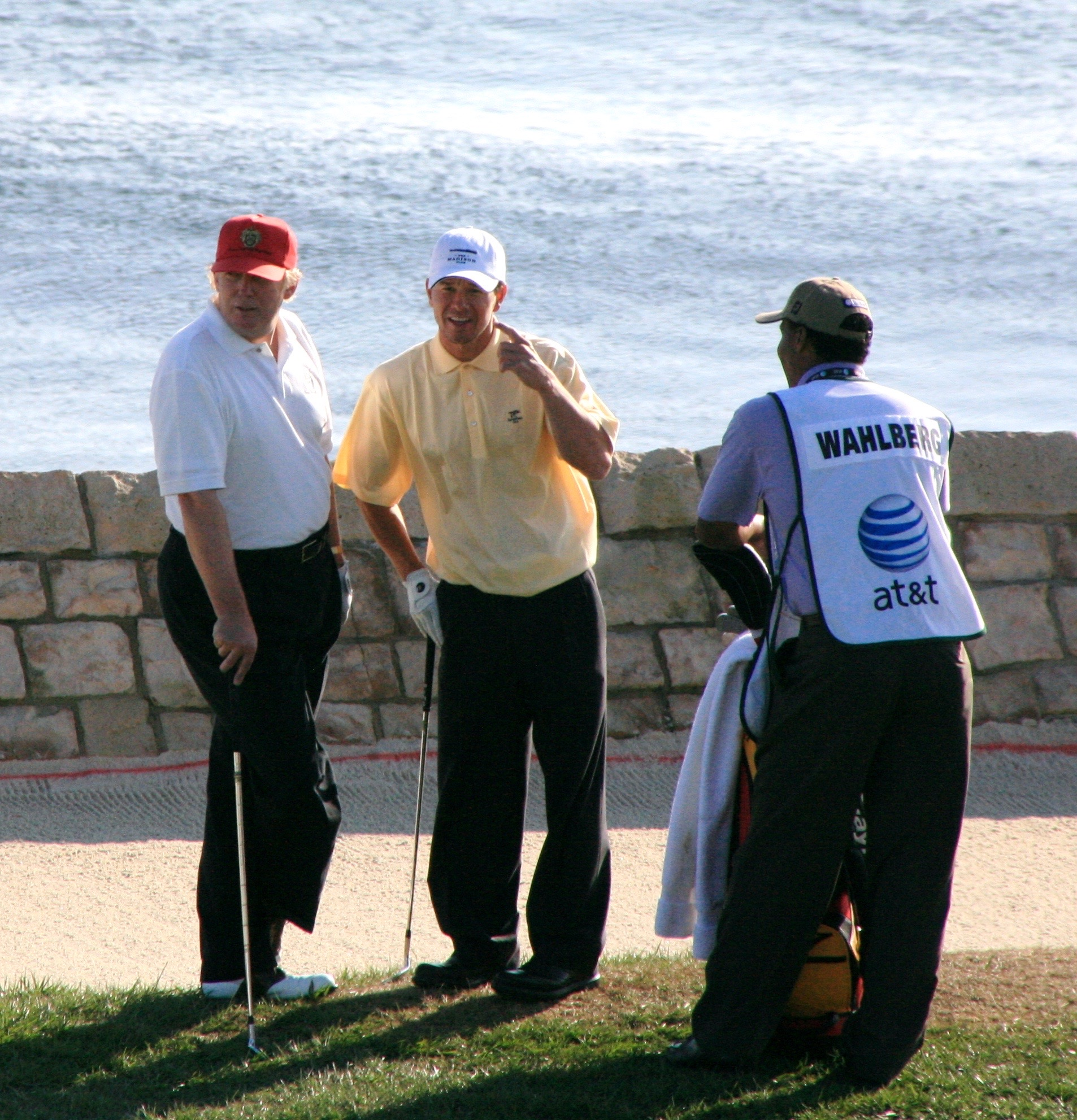
2006年的特朗普和馬克·華伯格。

2015年6月，商人身份的特朗普宣布参加2016年总统大选，发表了一篇有争议的演讲，导致梅西百货、全国广播公司等公司切断了与其的联系。在谈到非法移民问题时，特朗普声称墨西哥“输送有很多问题的人……他们带来了毒品和犯罪。他们是强奸犯。（不过）其中一些人，我认为是好人。”这招致了移民和拉丁裔利益团体的批评。对此，LPGA、美国PGA、PGA巡回赛和美国高尔夫协会发表了一份联合声明说：
|  | 虽然我们通常不对總統大選的政見发表评论，但特朗普先生的言论，与我们在高尔夫运动中致力于创造一个包容和欢迎的环境的坚定承诺不一致。 |

PGA还决定将2015年的PGA高尔夫大满贯赛事迁址，这场赛事原定于洛杉矶特朗普国家高尔夫俱乐部举行。特朗普的球场即将举办的其他活动没有受到影响。

## 拥有的高尔夫球场

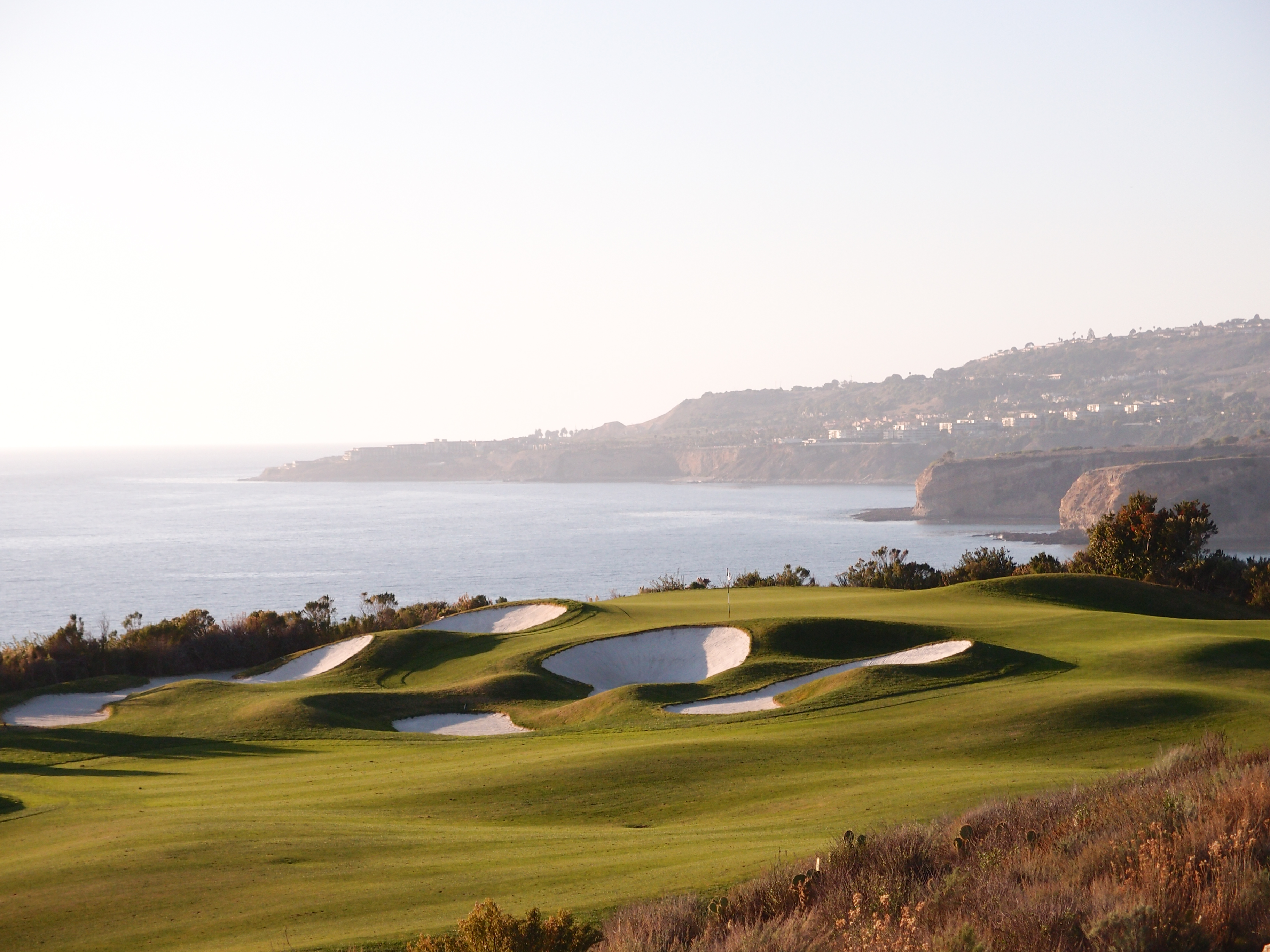
位于加利福尼亚州兰乔帕洛斯弗迪斯的洛杉矶特朗普国家高尔夫俱乐部

截至2016年12月，特朗普在美国和海外拥有17个高尔夫球场。

### 美国
- 新泽西州贝德明斯特（英语：Bedminster,_New_Jersey）的特朗普国家高尔夫俱乐部（英语：Trump_National_Golf_Club_(Bedminster,_New_Jersey)），位于该州萨默塞特县，购买于2002年。
- 北卡罗来纳州夏洛特市特朗普国家高尔夫俱乐部，由格雷格·诺曼设计[13]，位于诺曼湖（英语：Lake Norman）畔，2012年购买。[14]
- 新泽西州科尔茨内克镇（英语：Colts Neck Township, New Jersey）特朗普国家高尔夫俱乐部，2008年购买。[15]
- 纽约州哈德遜河谷特朗普国家高尔夫俱乐部，2010年购买。[16]
- 佛罗里达州朱庇特特朗普国家高尔夫俱乐部（英语：Trump National Golf Club, Colts Neck, New Jersey），购买于2012年12月[17]。
- 洛杉矶特朗普国家高尔夫俱乐部（英语：Trump National Golf Club, Hudson Valley, New York），位于加利福尼亚州洛杉矶县兰乔帕洛斯弗迪斯。[18]
- 佛罗里达州特朗普国家多拉迈阿密高尔夫俱乐部（英语：Trump National Doral Miami），位于佛罗里达州迈阿密-戴德县多拉。[19]
- 西棕榈滩特朗普国际高尔夫俱乐部（英语：Trump International Golf Club (West Palm Beach)），位于佛罗里达州棕榈滩县西棕榈滩，开设于1999年。[5][20]
- 费城特朗普国家高尔夫俱乐部（英语：Trump National Golf Club (Philadelphia)），购买于2009年12月。[21]
- 华盛顿特区特朗普国家高尔夫俱乐部（英语：Trump National Golf Club, Washington, D.C.），位于弗吉尼亚州勞登縣斯特林（英语：Sterling,_Virginia）境内的洛伊斯岛（英语：Lowes Island, Virginia），在华盛顿特区西北面。[20][22]
- 西徹斯特县特朗普国家高尔夫俱乐部（英语：Trump National Golf Club Westchester），位于纽约州西徹斯特郡布赖尔克利夫马诺（英语：Briarcliff Manor, New York）。[23]

### 美国以外
- 苏格兰特朗普国际高尔夫球场（英语：Trump International Golf Links, Scotland），位于苏格兰阿伯丁郡，开设于2012年7月。[24]
- 爱尔兰特朗普国际高尔夫球场和酒店（英语：Trump International Golf Links and Hotel Ireland），位于爱尔兰克莱尔郡，开张于2002年。[25]
- 杜拜特朗普国际高尔夫俱乐部
- 杜拜特朗普世界高尔夫俱乐部
- 苏格兰Trump Turnberry（英语：Turnberry_(golf_course)），位于南艾尔郡克莱德湾畔。[26]

## 其他高尔夫球场
根据于2013年同纽约市政府（时任纽约市长是迈克尔·布隆伯格）签署的一份为期20年的合同，特朗普集团还经营着一个由纽约市建造和拥有的公共高尔夫球场。该球场名为，于2015年开放。根据协议，该市支付球场的水电费和水费，但头四年不会获得收入。至2016年3月，球场运营满一年，公司总收入为800万美元，该市支付了100万美元的水费和排污费。第二年的总收益则下降了9.5%。截至2019年3月，特朗普集团报告说球场亏损12.2万美元，但根据协议，每年的运营费用达到30万美元。
特朗普此前将自己的名字授权给波多黎各的特朗普国际高尔夫俱乐部，该俱乐部曾是PGA巡回赛波多黎各公开赛的主办方。该球场在2015年申请了破产保护。根据川普集团执行副总裁埃里克·特朗普的说法，该集团“只是收费给他们提供了名字的许可，（集团）与（该球场的）所有权、开发或实体无关。”

## 盾形纹章
特朗普在他的企业中使用了许多徽章风格的标志。约瑟夫·E·戴维斯是美国社会名流玛荷丽·梅莉薇德·波斯特的第三任丈夫，也是一位威尔士出身的美国外交官，1939年英国当局授予他盾形纹章，上有用拉丁语写成的座右铭，意为“诚信”。1985年，特朗普购买了梅莉薇德·波斯特建造的海湖庄园后，特朗普集团开始在全国各地的特朗普高尔夫球场和庄园使用戴维斯的纹章。它还在美国专利及商标局被注册。
2008年，特朗普试图在他新开设的海湖庄园启用这一美国标志，但苏格兰纹章学最高权威皇家纹章大臣警告称，苏格兰议会自1672年起的一项法案，禁止人们使用未注册的纹章。2012年1月，在该高尔夫球场落成典礼后不久，特朗普展示了2011年皇家纹章大臣授予“特朗普国际高尔夫俱乐部苏格兰有限公司”（The Trump International Golf Club Scotland Ltd）的新徽章（如下图）。
从2014年开始，特朗普在爱尔兰的爱尔兰特朗普国际高尔夫球场和酒店使用了同一个标志，这个高尔夫度假村是他收购了Doonbeg高尔夫俱乐部后建造的。战斗口号

1939年授予戴维斯的盾形纹章上写有座右铭“Integritas”。
2011年授予“特朗普国际高尔夫俱乐部苏格兰有限公司”的徽章上印有“Nunquam Concedere”（拉丁语中意为“永不放弃”）。

## 当选总统后
2016年当选总统后，特朗普宣布，他不会像其他几任总统那样，放弃自己的商业资产。相反，特朗普保留了他在特朗普集团的股份，并任命他的儿子小唐纳德·特朗普和埃里克·特朗普来管理这家公司。政府道德办公室主任沃尔特·肖布发表了一份不同寻常的指责，称特朗普的行动“完全不恰當”（wholly inadequate），“从利益冲突的角度来看毫无意义”（meaningless from a conflict of interest perspective）。在接受《纽约时报》采访时，特朗普解释说：
|  | 不过，就潜在的利益冲突而言，我的意思是，我知道从立场上来看，法律完全站在我这边，也就是说，总统不能有利益冲突。 As far as the, you know, potential conflict of interests, though, I mean I know that from the standpoint, the law is totally on my side, meaning, the president can’t have a conflict of interest. |

就在就职几天后，华府公民道德责任组织在联邦法院向特朗普提起诉讼，试图阻止总统在其企业中接受外国政府实体的付款。诉讼称，这种付款违反了美国宪法的薪酬条款。2017年2月，总统邀请日本首相安倍晋三到佛罗里达州的西棕榈滩特朗普国际高尔夫俱乐部打高尔夫，并在特朗普的海湖庄园下榻。阳光基金会等组织对总统此次会晤可能获得的外国付款，提出了法律和道德两方面的担忧。虽然特朗普已经承诺要将任何此类款项捐赠给财政部，但这种安排的具体细节仍不清楚。2017年6月，马里兰州和華府的司法部长提起诉讼，声称总统“公然违反”（flagrantly violating）薪酬条款。
《今日美国》在2016年进行的一项调查发现，说客和企业高管们购买了很多特朗普高尔夫球场的会员资格，以获得总统的青睐或接触。这些球场的入会费可能超过10万美元，因此人们对“现任总统接受游说集团的钱”这一现象产生担忧。
在竞选总统期间，特朗普在2016年8月宣布：“我将为你们工作。我不花时间打高尔夫球。”（I'm going to be working for you. I'm not going to have time to play golf.）但成为总统后，他上任内的前八个星期打了11次高尔夫。他批评其前任贝拉克·奥巴马在担任总统期间过度打高尔夫，而奥巴马在上任后的前八周没打过高尔夫。
据CNN报道，从2017年1月成为总统到2018年1月3日，特朗普参观了其名下拥有的高尔夫球场92次。白宫有时候承认特朗普打了高尔夫，但有时在发布特朗普打高尔夫的照片之后，仍然拒绝承认特朗普在打高尔夫。2018年11月，《华盛顿邮报》发现，特朗普打高尔夫球之间的平均时间约为5天一次，而奥巴马则约为12到13天一次。
记者和道德专家声称，特朗普频繁地去高尔夫球场，是为了提高球场的知名度，从而推销会员资格。白宫新闻发言人莎拉·桑德斯辩护称，他花在球场上的时间是为了“与国会议员建立更深入、更好的关系，这些关系帮助推动了总统的议程”。而CNN在2018年1月报道称，特朗普只在其名下一个高尔夫球场与国会议员打过七次高尔夫。
2019年，副总统迈克·彭斯在都柏林会见爱尔兰官员时，下榻在爱尔兰特朗普国际高尔夫球场和酒店。彭斯原本打算前往Doonbeg后结束他的行程，因为他在那里有亲戚，但特朗普建议他留在特朗普酒店里，这需要每天飞行一个多小时。
在2021年冲击美国国会大厦事件发生后，PGA錦標賽决定将不在新泽西州贝德明斯特的特朗普国家高尔夫俱乐部举办其比赛。